# Histoire naturelle de l'Australie
L'histoire géologique et climatique de l'Australie a contribué à rendre sa faune et sa flore uniques.

## Présentation

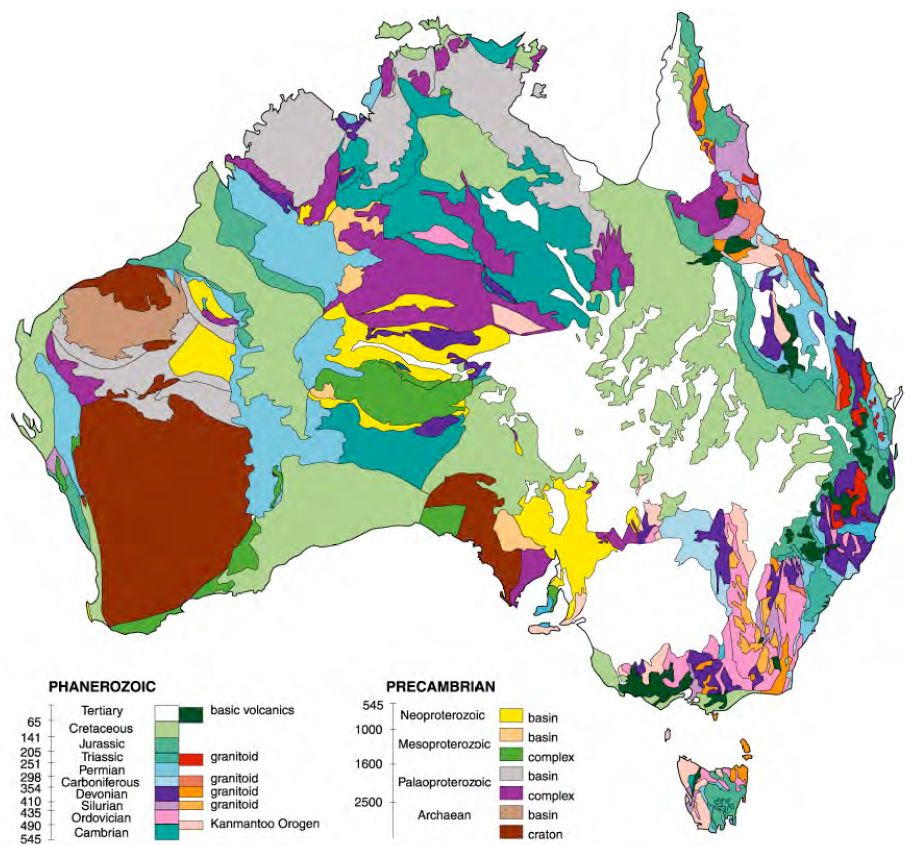
Carte détaillée de l'âge des sols australiens

On trouve encore en Australie des régions de roches très anciennes, appelées cratons, datant d'il y a plus de 2,5 milliards d'années, qui durant l'Archéen participaient à la constitution du seul continent existant à la surface de la Terre à une époque où la vie commençait à y apparaître.
Ce sont:
- Le craton d'Altjawarra, situé à peu près au centre de l'Australie, à mi-distance entre les villes d'Alice Springs et Mount Isa. Entièrement recouvert par les sédiments du Cambrien et de l'Ordovicien du "Georgina Basin" , il n'est plus apparent à l'heure actuelle[1]
- Le craton central
- Le craton de Curnamona (Australie méridionale)
- Le craton de Gawler (centre de l'Australie du Sud)
- Le craton de Pilbara (Australie occidentale)
- Le craton de Yilgarn (Australie occidentale)
- Le craton de la péninsule d'Eyre (au sud de l'Australie méridionale)

## Précambrien
Trois de ces cratons jouent un rôle important : les cratons de Yilgarn (à l'ouest), Pilbara (au nord-ouest) et de Grawler (au sud).
Entre 2 500 Ma et 545 Ma, durant le Protérozoïque, la construction du continent australien va continuer avec l'érosion de ces cratons et la formation, en périphérie, de couches sédimentaires qui, par suite de l'apparition d'oxygène dans l'air, vont contenir de l'oxyde de fer. Ce sont les "Banded Iron beds", sédiments formés de couches alternées de minerai de fer (hématite) et d'argile, de l'or, de l'uranium, du cuivre, du plomb, du zinc qui vont s'accumuler par accrétion. Ce sont ces anciens sédiments qui expliquent la présence des nombreuses mines en Australie et l'effort du gouvernement australien pour mieux connaitre la nature de son sous-sol.

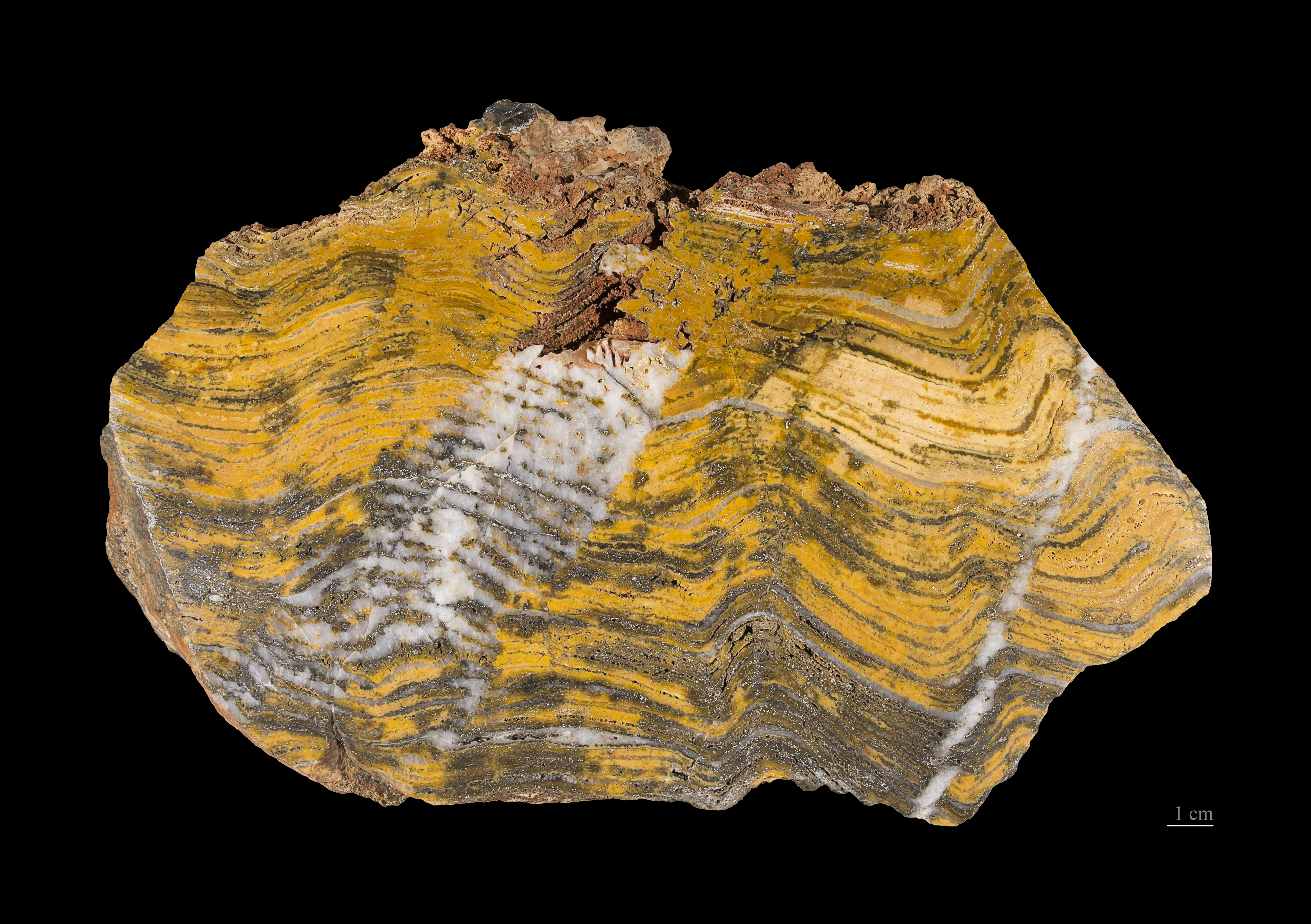
Stromatolithes du craton de Pilbara – Muséum de Toulouse

Il semble que ces trois portions de continent aient fini, à la suite des mouvements tectoniques, par entrer en collision et à participer à la formation du supercontinent Rodinia entre 1,3 et 1,1 milliard d'années. Les cratons nord et ouest se seraient d'abord associés, le craton sud ne s'y étant associé que beaucoup plus tard (il y a 830 à 750 Ma alors que le nord du supercontinent Rodinia se brisait. Les cratons occidentaux se sont d'abord heurtés puis ceux du sud entre 830 et 750 Ma pour former un super bassin sédimentaire, le Centralian Superbasin
Les roches archéennes du craton de Pilbara contiennent les premières traces de vie. Ce sont des cyanobactéries primitives connues sous le nom de stromatolites. Des organismes de l'Édiacarien, connus sous le nom de Faune d'Édiacara ont été trouvés dans des grès du "Flinders Ranges National Park"

## 1100 Ma à 1000 Ma

La Terre il y a 350 Ma.

Lors de la fracture du Rodinia, il y a environ 750 Ma, les plaques tectoniques supportant l'actuelle Chine, l'Antarctique oriental, l'Afrique australe, l'Inde et l'Australie formaient le Gondwana oriental. La partie occidentale entra en collision avec elle, il y a 600 millions d’années en prenant en tenaille le craton du Congo, provoquant l'orogenèse panafricaine. La période suivante appelée Paléozoïque, entre 545 et 251 Ma, est marquée par deux phénomènes. De 545 à 390 Ma, des mers chaudes et peu profondes recouvrent le centre de l'Australie et un arc insulaire volcanique entre en action à l'est, permettant un dépôt de sédiments volcaniques et marins, formant la croûte continentale qui constitue aujourd'hui l'est de l'Australie. Le pic d'orogenèse se situe entre 387 et 360 Ma.
Les fossiles de végétaux les plus anciens connus datent du Silurien tardif et du début du Dévonien. Ils ont été trouvés près de Victoria dans des dépôts marins et nommés Baragwanathia Assemblage du fait de la prééminence de plantes vasculaires nommées Lycophytes, comme les Baragwanathia. On y trouve aussi des Rhyniophyta, Zosterophyllophyta, Trimerophyta. Toutes ces plantes sont aquatiques. Les premières traces d'arbustes lycophytes apparaissent en Antarctique et en Australie.

## De 350 Ma à 140 Ma

Il semble évident que l'Australie ait autrefois fait partie du supercontinent Gondwana.

Les continents (Gondwana, Euramerica, et la Sibérie/Angara) qui avaient dérivé indépendamment finissent par se heurter pour former la Pangée du Dévonien au Carbonifère, il y a environ 350 Ma. Cet événement a occasionné un brassage de flore et de faune. La Pangée se rompt dès le début du Jurassique. Le continent est alors soumis à une période de glaciation durant le Carbonifère, autour de 330 Ma, qui provoque une forte érosion glaciaire. C'est à cette époque que, dans les bassins peu profonds se forment les gisements de charbon.
Alors que les Lycophytes dominaient la flore jusqu'au début du Carbonifère, peu à peu les fougères Pteridospermatophyta ou les complexes formés par les Nothorhacopteris-Fedekurtzia-Botrychiopis, remplacent les Lycophytes de l'équateur au pôle.
Durant la période plus chaude du Mésozoïque entre 251 à 140 Ma, les masses continentales australiennes sont couvertes de bassins fluviaux. Les conditions humides favorisent l'apparition de tourbières en particulier dans l'est. Des fossiles de nombreux dinosaures, reptiles, oiseaux et mammaliens ont été découverts.
Le plus ancien fossile de batracien australien connu est de l'espèce Vieraella herbstii et daté de 180 Ma, avant la formation du Gondwana et de la Laurasie. D'autres fossiles de cette espèce sont datés de 188 Ma à 213 Ma et trouvés sur plusieurs continents actuels, confirmant la théorie de la dérive des continents.

## Crétacé
Il y a 140 millions d'années, le Gondwana a commencé à se briser. La famille indienne et sychelloise des Sooglossidae est considérée comme proche de la famille australienne des Myobatrachidae. Les Sooglossidae étant plus étroitement proches des Myobatrachidae que des familles africaines ou sud-américaines. Ce qui est logique puisque l'Inde, Madagascar et les Seychelles se sont séparés du Gondwana il y a approximativement 130 millions d'années. Entre 140 et 99 Ma, la mer recouvre une grande partie des terres et parallèlement entre 120 et 105 Ma, des phénomènes volcaniques provoquent des soulèvements en Australie orientale. Ils créent la mer de Tasman au sud-est et la mer de Corail au nord. Le climat y était chaud et humide. Enfin entre 85 et 65 Ma, le Zealandia s'affaisse et se détache.

## De 65 à 7 Ma
Il y a 50 Ma, l'Australie se sépara de l'Antarctique et devint relativement isolée. Le climat changea progressivement: un Courant circumpolaire antarctique vers le milieu de l'ère oligocène (entre 30 et 15 Ma) se développa autour de l'Antarctique et au sud de l'Australie. Les précipitations diminuèrent, il y eut un lent réchauffement du continent. Le climat australien devint de plus en plus aride, donnant lieu à l'apparition de divers groupes d'organismes spécialisés pour ce climat, comme l'humidité tropicale et saisonnière des côtes donnait naissance à d'autres espèces spécifiques. Tandis que le climat global s'est refroidi et l'Antarctique est devenue une terre glacée.
La masse continentale australienne est isolée, la migration des espèces est alors impossible. L'établissement et l'évolution de la faune australienne d'aujourd'hui fut apparemment causée par le climat unique et la géologie du continent. La faune unique qui provenait de Gondwana, tels que les marsupiaux, a survécu et s'est adaptée à l'Australie., Les pollens découverts montrent que les plantes actuelles de l'Australie ont bien pour origine les plantes du continent Austro-antarctique. Les angiospermes présents sont les évolutions des angiospermes primitifs de la Laurasie méridionale et du nord du Gondwana. Les pollens les plus communs étant ceux du genre Nothofagus. L'étude de l'évolution des pollens entre 25 et 10 Ma permet d'imaginer la rapide prolifération d'espèces comme les Eucalyptus, les Casuarina, les Allocasuarina, les Banksia et les Faboideae, et le remplacement des forêts subtropicales par des forêts plus clairsemées; les premières prairies apparurent à l'Eocène.
La sécheresse, la faible teneur des sols en nutriments conduisirent au développement d'une faune et d'une flore originales. Les espèces de quelques familles s'adaptèrent bien à ces conditions, comme celles des acacias et des eucalyptus, et se répandirent sur le continent en donnant un grand nombre d'espèces. Des feuilles épaisses avec une cuticule, un mécanisme de photosynthèse en C4 pour les dicotylédones et en CAM pour les monocotylédones permettent aux plantes de réduire leurs pertes en eau. La sécheresse s'est accompagnée d'une augmentation des feux de forêt et ces feux ont joué un rôle dans l'apparition, le développement et la répartition d'espèces adaptées aux feux à la fin du Pléistocène.
Si les marsupiaux semblent avoir émergé pendant le Crétacé dans l'hémisphère nord, comme le laisse penser la découverte d'un fossile de Kokopellia vieux de 100 Ma et trouvé en Utah, la première preuve de la présence de marsupiaux sur le continent date de 55 Ma, c'est-à-dire après l'extinction du Crétacé. Elle a été trouvée près de Kingaroy dans le Queensland. Les marsupiaux présents ressemblant beaucoup à ceux d'Amérique du sud, fort logiquement car les deux continents étaient, fort peu de temps avant, en contact. Sur le même site un mammifère placentaire de l'ordre des Condylarthra (Tingamarra porterorum). Comme en Amérique, les marsupiaux vivaient avec les placentaires et il semble que seuls les marsupiaux ont survécu en Australie.
Les masses continentales de la plaque australienne et celle de l'Eurasie restant séparées par des mers sauf exception au Miocène il y a 5,3 Ma. Cette collision permit l'entrée de nouvelles espèces comme le Lepidium et les Chenopodiaceae. Une nouvelle faune d'origine asiatique a aussi pu s'établir. La ligne Wallace (ligne hypothétique séparant les écorégions zoogéographiques d'Asie et d'Australasie) délimite la frontière entre l'Eurasie et la plaque indo-australienne. Cette frontière continentale a empêché la formation d'une terre reliant l'Asie et l'Australie ce qui permit une distribution zoologique distincte, avec un chevauchement limité, de la majorité de la faune australienne et asiatique à l'exception des oiseaux. L'Australie intérieure était couverte de bassins fluviaux et de lacs. La faune était très diverse. Des oiseaux, des monotrèmes, des grenouilles et des serpents sont des témoins fossiles de cette période.
Les lacs intérieurs ont disparu il y a 5 Ma. Plusieurs périodes chaudes et froides durant laquelle la mer s'est découverte entre l'Australie et la Nouvelle-Guinée ont permis aux espèces de migrer du nord au sud.
Un des sites de fossiles australiens les plus importants pour le Miocène et l'Oligocène se trouve à Riversleigh dans le Queensland.

## Pléistocène et Holocène

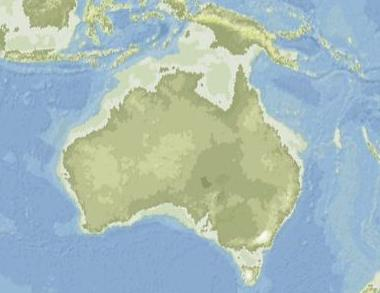
Cette carte montre l'étendue probable des terres émergées en Australie vers le (le niveau de la mer était alors plus bas de 150 m), ainsi que la localisation des glaciers (en blanc, Tasmanie, sud-est de l'Australie).

Les principales masses continentales constituées par l'île Australie et la Nouvelle-Guinée sont restées, sauf exception, séparées par des mers, rendant la migration des espèces impossible. Cependant, au cours de certaines périodes glaciaires, comme il y a 10 000 ans, la circulation de la faune a été possible entre ces masses. Ceci fut aussi possible avec l'Eurasie, par exemple durant la glaciation de Würm, il y a 50 000 ans. Ainsi il est probable que les Litoria caerulea ait migré d'Australie en Nouvelle-Guinée du fait de leur distribution géographique large en Australie et très sectorisée en Nouvelle-Guinée. Même chose pour les espèces du genre Nyctimystes. Pour cette même raison, les familles de Microhylidae et de Ranidae, très présentes dans l'hémisphère nord, n'occupent seulement que l'extrême nord australien. Deux espèces sur cinquante neuf pour les Microhylidae, et seulement une sur sept cent cinquante de Ranidae sont considérées indigènes en Australie. Lorsqu'elles ont pu s'établir, la plupart des niches écologiques étaient occupées par des batraciens locaux.
L'homme envahit le continent à la fin du Pléistocène, il y a 50 000 ans.
Une augmentation depuis 38 000 ans des bois brûlés trouvés dans les sédiments a été corrélée avec l'arrivée des premiers aborigènes et l'on pense que la pratique des brûlis a joué un rôle important dans le développement des forêts sclérophylles surtout sur la côte est de l'Australie. Les adaptations au feu se traduisent par un développement des lignotubers et de bourgeons épicormiques chez les Eucalyptus et les Banksia permettent une régénération rapide après le feu. Quelques genres de plantes ont adopté la sérotinie et ne libèrent leurs graines qu'à la chaleur et /ou la fumée. Les Xanthorrhoea et quelques espèces d'orchidées ne fleurissent qu'après un incendie.

### Sources
- (en) Cet article est partiellement ou en totalité issu de l’article de Wikipédia en anglais intitulé « Natural history of Australia » (voir la liste des auteurs).